# Iresine
Iresine é um género botânico pertencente à família Amaranthaceae.
Também é conhecida como Folha-de-sangue, ou Bloodleaf.

## Espécies
- Iresine sect. Philoxerus
- Iresine acicularis
- Iresine acuminata
- Iresine acutifolia
- Iresine aggregata
- Iresine ajuscana
- Iresine alternifolia
  - Iresine alternifolia var. alternifolia
  - Iresine alternifolia var. taxana
- Iresine angustifolia
- Iresine arbuscula
- Iresine arenaria
- Iresine argentata
  - Iresine argentata var. latifolia
- Iresine arrecta
- Iresine aurata
- Iresine benthamiana
- Iresine calea
- Iresine canescens
- Iresine cardenasii
- Iresine cassiniiformis
- Iresine celosia
  - Iresine celosia subsp. celosia
  - Iresine celosia fo. ciliolata
  - Iresine celosia var. nicotianoides
  - Iresine celosia subsp. tomentosa
- Iresine celosioides
  - Iresine celosioides var. eriophylla
  - Iresine celosioides var. macrophylla
  - Iresine celosioides var. nicotianoides
  - Iresine celosioides var. polymorpha
  - Iresine celosioides var. pubescens
- Iresine chenopodioides
- Iresine completa
- Iresine completa fo. glabriuscula
- Iresine costaricensis
- Iresine crassifolia
- Iresine diffusa
  - Iresine diffusa var. diffusa
  - Iresine diffusa fo. herbstii
  - Iresine diffusa var. macrophylla
  - Iresine diffusa var. spiculigera
- Iresine discolor
- Iresine domingensis
- Iresine dysdicta
- Iresine edmonstonei
- Iresine elatior
- Iresine elongata
- Iresine elongata
- Iresine erianthos
- Iresine eriophora
- Iresine eriophylla
- Iresine flavescens
- Iresine floribunda
- Iresine frutescens
- Iresine glomerata
- Iresine gossypiantha
- Iresine gossypina
- Iresine gracilis
- Iresine gracillima
- Iresine grandiflora
- Iresine grandis
- Iresine guaranitica
- Iresine hartmanii
- Iresine hartmanii fo. palmeri
- Iresine hassleriana
  - Iresine hassleriana var. guaranoides
  - Iresine hassleriana var. hassleriana
  - Iresine hassleriana var. macrophylla
- Iresine havanensis
- Iresine hebanthoides
- Iresine heliotropifolius fo. robusta
- Iresine herbstii
- Iresine herrerae
- Iresine heterophylla
- Iresine hookeri
- Iresine inaguensis
- Iresine interrupta
- Iresine jaliscana
- Iresine javanica
- Iresine keyensis
- Iresine lanceolata
- Iresine latifolia
- Iresine latifolia
- Iresine laxa
- Iresine laxissima var. ecuadoriensis
- Iresine ledifolia
- Iresine leptoclada
- Iresine lindenii
- Iresine luzuliflora
- Iresine macbridei
- Iresine macrophylla
- Iresine maracaybensis
- Iresine mexicana
- Iresine muscoides
- Iresine mutisii
- Iresine nigra
- Iresine nitens
- Iresine obtusa
- Iresine orientalis
- Iresine pacifica
- Iresine palmeri
- Iresine paniculata
- Iresine paniculata
- Iresine paniculata
- Iresine paniculata var. floridana
- Iresine papantlana
- Iresine parvifolia
- Iresine pedicellata
- Iresine persica
- Iresine poeppigiana
- Iresine polymorpha
  - Iresine polymorpha var. alopecuroidea
  - Iresine polymorpha var. effusa
  - Iresine polymorpha var. verticillata
- Iresine portulacoides
- Iresine portulacoides var. commersonii
- Iresine pringlei
- Iresine pulchella
- Iresine pulverulenta
- Iresine racemosa
- Iresine radicata
- Iresine rhizomatosa
- Iresine rotundifolia
- Iresine rzedowskii
- Iresine schaffneri
- Iresine spicata
- Iresine spiculigera
  - Iresine spiculigera fo. pauciglandulosa
  - Iresine spiculigera var. pauciglandulosa
- Iresine spiculigera fo. picta
- Iresine stricta
- Iresine subscaposa
- Iresine surinamensis
- Iresine tenuis
- Iresine tenuis var. discolor
- Iresine tomentella
- Iresine tomentosa
- Iresine valdesii
- Iresine vermicularis
- Iresine vermicularis var. longispicata
- Iresine verschaffeltii
- Iresine verticillata
- Iresine virgata
- Iresine wallisii
- Iresine weberbaueri
- Iresine wrightii